# Cuanto amor me das
"Cuanto Amor Me Das" es un sencillo en español, y una de las dos canciones inéditas de Eros Ramazzotti, del álbum de grandes éxitos "Eros" de 1997. Su versión en italiano (Quanto Amore Sei) fue lanzado en octubre de 1997, alcanzando el puesto #6 en Suiza, #7 en Finlandia, #10 en Italia y #3 en España.